# Idactus maculicornis boulardi
Idactus maculicornis boulardi es una subespecie de escarabajo longicornio del género Idactus, tribu Ancylonotini, subfamilia Lamiinae. Fue descrita científicamente por Teocchi, Sudre & Jiroux en 2010.

## Descripción
Mide 9-11 milímetros de longitud.

## Distribución
Se distribuye por Kenia.